# Liste der Pfarren im Dekanat Sitzendorf
Das Dekanat Sitzendorf ist ein Dekanat im Vikariat Unter dem Manhartsberg der römisch-katholischen Erzdiözese Wien.

## Pfarren mit Kirchengebäuden und Kapellen
| Pfarre                    | Pfarrverband      | Ink.                    | Seit               | Patrozinium            | Kirchengebäude und Kapellen |                            |
| ------------------------- | ----------------- | ----------------------- | ------------------ | ---------------------- | --- | -------------------------- |
| Braunsdorf                | Oberes Schmidatal |                         | vor 1300           | Hll. Peter und Paul    | Pfarrkirche Braunsdorf | Pfarrkirche Braunsdorf     |
| Eggendorf am Walde        | Manhartsberg      |                         | vermutlich um 1200 | Hl. Jakobus der Ältere | Pfarrkirche Eggendorf am Walde Kapelle in Grübern, Kapelle in Kleinburgstall, Kapelle in Reikersdorf                                         | Pfarrkirche Eggendorf      |
| Frauendorf an der Schmida | Oberes Schmidatal |                         | vor 1145           | Hl. Stephan            | Pfarrkirche Frauendorf an der Schmida | Pfarrkirche Frauendorf     |
| Goggendorf                | Oberes Schmidatal |                         | 1787               | Mariä Verkündigung     | Pfarrkirche Goggendorf | Pfarrkirche Goggendorf     |
| Grafenberg                | Oberes Schmidatal |                         | 1801               | Kreuzerhöhung          | Pfarrkirche Grafenberg | Pfarrkirche Grafenberg     |
| Großriedenthal            |                   | Melk (OSB)              | vor 1700           | Hl. Laurentius         | Pfarrkirche Großriedenthal Kapelle in Neudegg                                                                                                | Pfarrkirche Großriedenthal |
| Hohenwarth                | Manhartsberg      |                         | um 1075            | Hl. Michael            | Pfarrkirche Hohenwarth Filialkirche Ebersbrunn                                                                                               | Pfarrkirche Hohenwarth     |
| Limberg                   | Manhartsberg      |                         | 1962               | Hl. Jakobus der Ältere | Pfarrkirche Limberg | Pfarrkirche Limberg        |
| Maissau                   | Manhartsberg      |                         | um 1200            | Hl. Veit               | Pfarrkirche Maissau Filialkirche Oberdürnbach, Kapelle in Gumping, Kapelle in Wilhelmsdorf, Schlosskapelle Maissau, Friedhofskapelle Maissau | Pfarrkirche Maissau        |
| Mühlbach am Manhartsberg  | Manhartsberg      |                         | um 1080            | Hl. Martin             | Pfarrkirche Mühlbach am Manhartsberg Kapelle in Bösendürnbach, Kapelle in Olbersdorf, Kapelle in Ronthal                                     | Pfarrkirche Mühlbach       |
| Niederschleinz            | Oberes Schmidatal |                         | 1893               | Hl. Leopold            | Pfarrkirche Niederschleinz | Pfarrkirche niederschleinz |
| Ravelsbach                |                   | Melk (OSB)              | 1110               | Mariä Himmelfahrt      | Pfarrkirche Ravelsbach Kapelle in Pfaffstetten, Kapelle in Gaindorf                                                                          | Pfarrkirche Ravelsbach     |
| Roseldorf                 | Oberes Schmidatal |                         | 1564               | Mariä Geburt           | Pfarrkirche Roseldorf | Pfarrkirche Roseldorf      |
| Röschitz                  | Oberes Schmidatal |                         | 1546               | Hl. Nikolaus           | Pfarrkirche Röschitz Kapelle Allerheiligste Dreifaltigkeit                                                                                   | Pfarrkirche Röschitz       |
| Sitzendorf an der Schmida | Oberes Schmidatal |                         | 1141               | Hl. Martin             | Pfarrkirche Sitzendorf an der Schmida Ortskapelle Kleinkirchberg, Ortskapelle Pranhartsberg, Ortskapelle Sitzenhart                          | Pfarrkirche Sitzenhart     |
| Stoitzendorf              | Oberes Schmidatal | Klosterneuburg (CanReg) | 1784               | Hl. Leopold            | Pfarrkirche Stoitzendorf | Pfarrkirche Stoitzendorf   |
| Straning                  | Oberes Schmidatal |                         | 1564               | Mariä Himmelfahrt      | Pfarrkirche Straning Kapelle in Etzmannsdorf                                                                                                 | Pfarrkirche Straning       |
| Unterdürnbach             |                   | Lilienfeld (OCist)      | 1784               | Hl. Magdalena          | Pfarrkirche Unterdürnbach Schlosskapelle Unterdürnbach                                                                                       | Pfarrkirche Unterdürnbach  |
| Wartberg                  | Oberes Schmidatal |                         | 1784               | Hl. Leonhard           | Pfarrkirche Wartberg Marienkapelle Wartberg                                                                                                  | Pfarrkirche Wartberg       |
| Zemling                   | Manhartsberg      |                         | 1784               | Mariä Heimsuchung      | Pfarrkirche Zemling | Pfarrkirche Zemling        |

## Dekanat Sitzendorf
Das Dekanat umfasst ab der Dekanatsneuordnung vom 29. November 2015 20 Pfarren im Weinviertel im nördlichen Niederösterreich mit rund 7.000 Katholiken.
Diözesaner Entwicklungsprozess
Am 29. November 2015 wurden für alle Pfarren der Erzdiözese Wien Entwicklungsräume definiert. Die Pfarren sollen in den Entwicklungsräumen stärker zusammenarbeiten, Pfarrverbände oder Seelsorgeräume bilden. Am Ende des Prozesses sollen aus den Entwicklungsräumen neue Pfarren entstehen. Im Dekanat Sitzendorf wurden folgende Entwicklungsräume festgelegt:
- Braunsdorf, Frauendorf an der Schmida, Goggendorf, Grafenberg, Niederschleinz, Röschitz, Roseldorf, Sitzendorf an der Schmida, Stoitzendorf, Straning und Wartberg
  - Subeinheit 1: Braunsdorf, Frauendorf an der Schmida, Goggendorf, Grafenberg, Niederschleinz, Roseldorf, Sitzendorf an der Schmida, Straning und Wartberg
  - Subeinheit 2: Röschitz und Stoitzendorf
- Eggendorf am Walde, Großriedenthal, Hohenwarth, Limberg, Maissau, Mühlbach am Manhartsberg, Ravelsbach, Unterdürnbach und Zemling

Mit 1. November 2020 wurde der Pfarrverband „Manhartsberg“ mit den Pfarren Eggendorf am Walde, Hohenwarth, Limberg, Maissau, Mühlbach am Manhartsberg und Zemling errichtet.
Dechanten
- seit ? Edy Gustaaf Janssens